# Kage-onna

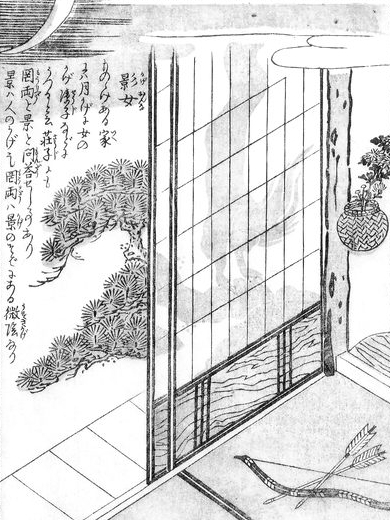
Die Kage-onna, wie sie in Toriyama Sekiens Konjaku Hyakki Shūi von 1780 erscheint.

Die Kage-onna (jap. 影女; zu dt. „Schatten-Frau“) ist ein fiktives Wesen des japanischen Volksglaubens. Sie ist ein Yōkai und gilt als „gruselig“, soll aber sonst harmlos sein.

## Beschreibung
Die Kage-onna soll keinen eigenen, festen Körper besitzen; man sieht nur ihren Schatten. Dieser hat meist klare Umrisse und erscheint entweder in besonders hellen Vollmond-Nächten oder in dunklen Räumen, in die Licht aus einem beleuchteten Flur oder Nebenzimmer fällt. Dann erscheint die Kage-onna als Schattenwurf an oder hinter Papiertrennwänden, mit Papier bespannten Schiebetüren oder hinter besonders dünnen Seidenvorhängen. Meist hat die Kage-onna die Umrisse einer jungen, zierlichen Frau mit Fächer in den Händen. Seltener könne sie auch als alte Frau mit Glocke um den Hals erscheinen. Am häufigsten soll sie in verlassenen Gebäuden und/oder Tempeln hausen, seltener in bewohnten Häusern. Sie agiert völlig geräusch- und stimmenlos, außerdem verschwindet sie oft umgehend, sobald sie gesichtet wurde. Zudem scheint sie jegliche Kontaktaufnahme mit lebenden Personen zu meiden.

## Hintergrund
Die Kage-onna wird unter anderem in Toriyama Sekiens Sammelwerk Konjaku Hyakki Shūi (今昔百鬼拾遺; 100 Dämonen von damals und heute, Fortsetzung) von 1780 abgebildet und beschrieben. Sekien merkt an, dass der Schatten von Menschen und Tieren ein Eigenleben entwickeln könne und sich dann verselbstständige. Er beruft sich bei seiner Darlegung auf das chinesische Werk Zhung-Tzŭ (莊子) des Philosophen Zhuang Zhou aus der Zeit um 330 v. Chr. Das Buch ist dem Daoismus gewidmet und lehrt, dass auch Schatten und Spiegelbilder eine eigene Seele besitzen.
Obwohl die Kage-onna selbst niemandem Schaden zufügt, wird sie vielerorts gefürchtet. Sie kann den Menschen, die ihr begegnen, einen großen Schrecken einjagen, weil niemand zu sehen ist, wenn man die Trennwand beiseite schiebt, obwohl ihr Schatten klar zu erkennen war. Zudem wird ihr Erscheinen oft als böses Omen gedeutet: Entweder widerfährt den Bewohnern des Hauses, in dem die Kage-onna erscheint, ein Unglück oder das Haus ist verflucht und wird von Geistern oder Yōkai bewohnt.